# Сноуборд на зимних Олимпийских играх 2010
Соревнования по сноуборду на зимних Олимпийских играх 2010 прошли с 15 по 27 февраля. Были разыграны шесть комплектов наград.
Американцы Шон Уайт и Сет Уэскотт выиграли золото соответственно в хафпайпе и сноуборд-кроссе на второй Олимпиаде подряд и стали двукратными олимпийскими чемпионами. До этого в сноуборде подобного удалось достичь только швейцарцу Филиппу Шоху, выигравшему золото в параллельном гигантском слаломе на Олимпиадах 2002 и 2006 годов.

## Медали

### Общий зачёт
(Жирным выделено самое большое количество медалей в своей категории; принимающая страна также выделена)
| Общее количество медалей | Общее количество медалей | Общее количество медалей | Общее количество медалей | Общее количество медалей | Общее количество медалей |
| Место                    | Страна                   | Золото                   | Серебро                  | Бронза                   | Всего                    |
| ------------------------ | ------------------------ | ------------------------ | ------------------------ | ------------------------ | ------------------------ |
| 1                        | США                      | 2                        | 1                        | 2                        | 5                        |
| 2                        | Канада                   | 2                        | 1                        | 0                        | 3                        |
| 3                        | Австралия                | 1                        | 0                        | 0                        | 1                        |
| 3                        | Нидерланды               | 1                        | 0                        | 0                        | 1                        |
| 5                        | Франция                  | 0                        | 1                        | 2                        | 3                        |
| 6                        | Австрия                  | 0                        | 1                        | 1                        | 2                        |
| 7                        | Россия                   | 0                        | 1                        | 0                        | 1                        |
| 7                        | Финляндия                | 0                        | 1                        | 0                        | 1                        |
| 9                        | Швейцария                | 0                        | 0                        | 1                        | 1                        |

### Медалисты

#### Мужчины
| Дисциплина                                   | Золото                      | Серебро                   | Бронза                 |
| Хафпайп см. подробнее                        | Шон Уайт США                | Пеэту Пийройнен Финляндия | Скотти Лаго США        |
| Сноуборд-кросс см. подробнее                 | Сет Уэскотт США             | Майк Робертсон Канада     | Тони Рамуан Франция    |
| Параллельный гигантский слалом см. подробнее | Джейси-Джей Андерсон Канада | Бенджамин Карл Австрия    | Матьё Боццетто Франция |

#### Женщины
| Дисциплина                                   | Золото                       | Серебро                  | Бронза                 |
| Хафпайп см. подробнее                        | Тора Брайт Австралия         | Ханна Тетер США          | Келли Кларк США        |
| Сноуборд-кросс см. подробнее                 | Маэль Рикер Канада           | Дебора Антоньо Франция   | Оливия Нобс Швейцария  |
| Параллельный гигантский слалом см. подробнее | Николин Сауэрбрей Нидерланды | Екатерина Илюхина Россия | Марион Крайнер Австрия |

## Спортивные объекты
| Сайприсс Маунтейн          |
| -------------------------- |
|                            |
| Вместимость: 8000 — 12 000 |